# مستعلقة برازيلية
مستعلقة برازيلية (الاسم العلمي:Planctomyces brasiliensis) هي نوع من البكتيريا تتبع جنس المستعلقة من فصيلة المستعلقات.